# Elisa Keitel
Elisa Keitel (* 16. Mai 2001) ist eine chilenische Hürdenläuferin, die sich auf die 100-Meter-Distanz spezialisiert hat. Ihr Vater Sebastián Keitel war selbst als Leichtathlet aktiv.

## Sportliche Laufbahn
Erste Erfahrungen bei internationalen Meisterschaften sammelte Elisa Keitel im Jahr 2016, als sie bei den U18-Südamerikameisterschaften in Concordia in 14,10 s den fünften Platz im 100-Meter-Hürdenlauf belegte und über 400 m Hürden mit 1:12,52 s im Vorlauf ausschied. 2022 gewann sie bei den U23-Südamerikameisterschaften in Cascavel in 13,86 s die Bronzemedaille hinter der Brasilianerin Lays Silva und Valentina Polanco aus Argentinien und belegte mit der chilenischen 4-mal-100-Meter-Staffel in 45,85 s den vierten Platz. Im Jahr darauf belegte sie bei den Südamerikameisterschaften in São Paulo in 14,02 s den fünften Platz.
2023 wurde Keitel chilenische Meisterin im 100-Meter-Hürdenlauf.

## Persönliche Bestzeiten
- 100 m Hürden: 13,86 s (+1,8 m/s), 1. Oktober 2022 in Cascavel
  - 60 m Hürden (Halle): 8,69 s, 25. Januar 2023 in Valencia